# 劳雷阿纳-迪博雷洛
劳雷阿纳-迪博雷洛（義大利語：Laureana di Borrello），是意大利雷焦卡拉布里亚省的一个市镇。总面积35平方公里，人口5435人，人口密度155.3人/平方公里（2009年）。ISTAT代码为080042。